# Evangelische Kirche Ober-Gleen

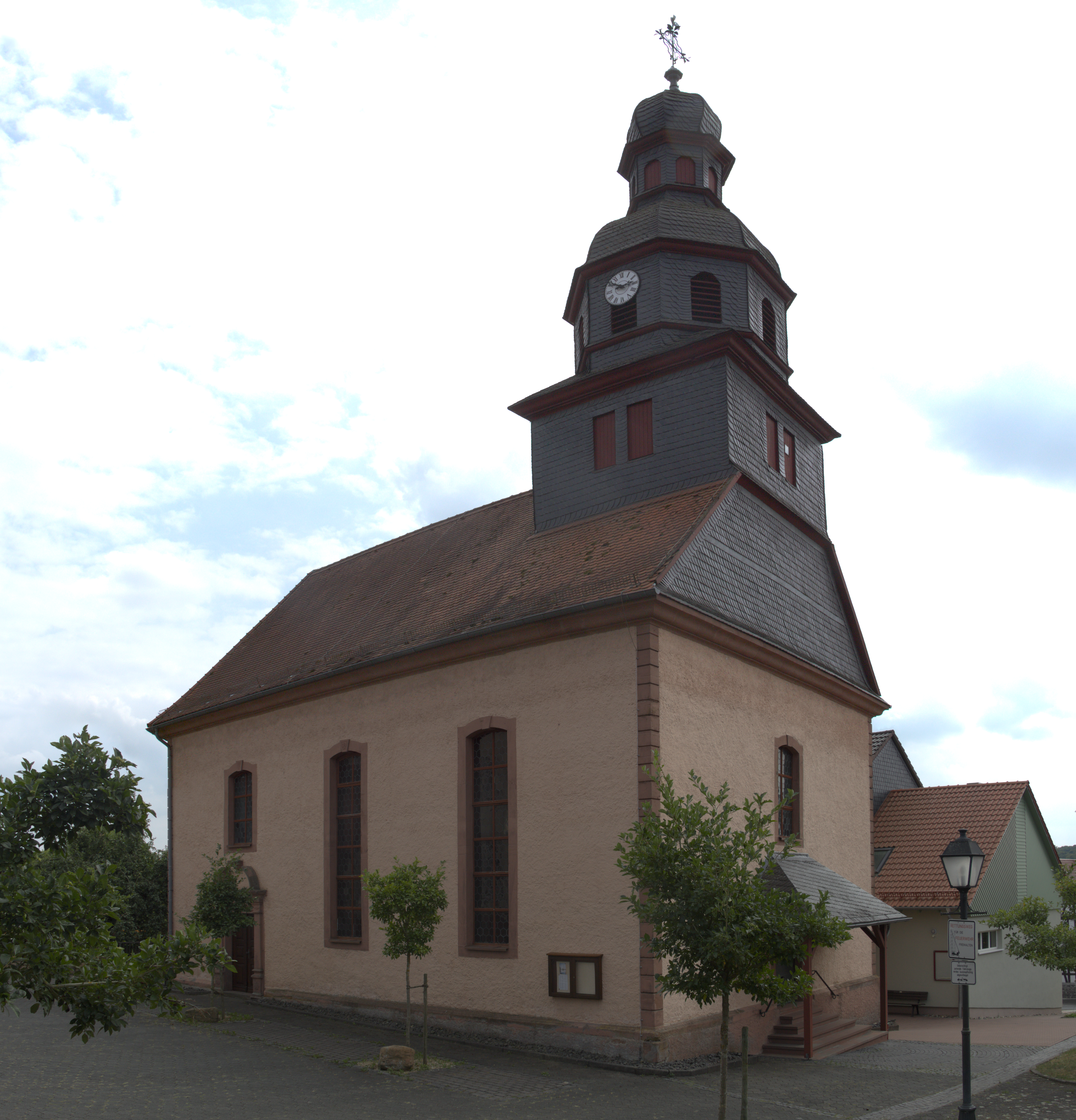
Evangelische Kirche Ober-Gleen

Die evangelische Kirche Ober-Gleen ist ein denkmalgeschütztes Kirchengebäude in Ober-Gleen, einem Stadtteil von Kirtorf im Vogelsbergkreis in Hessen. Die Kirchengemeinde gehört zum Dekanat Vogelsberg in der Propstei Oberhessen der Evangelischen Kirche in Hessen und Nassau.

## Beschreibung

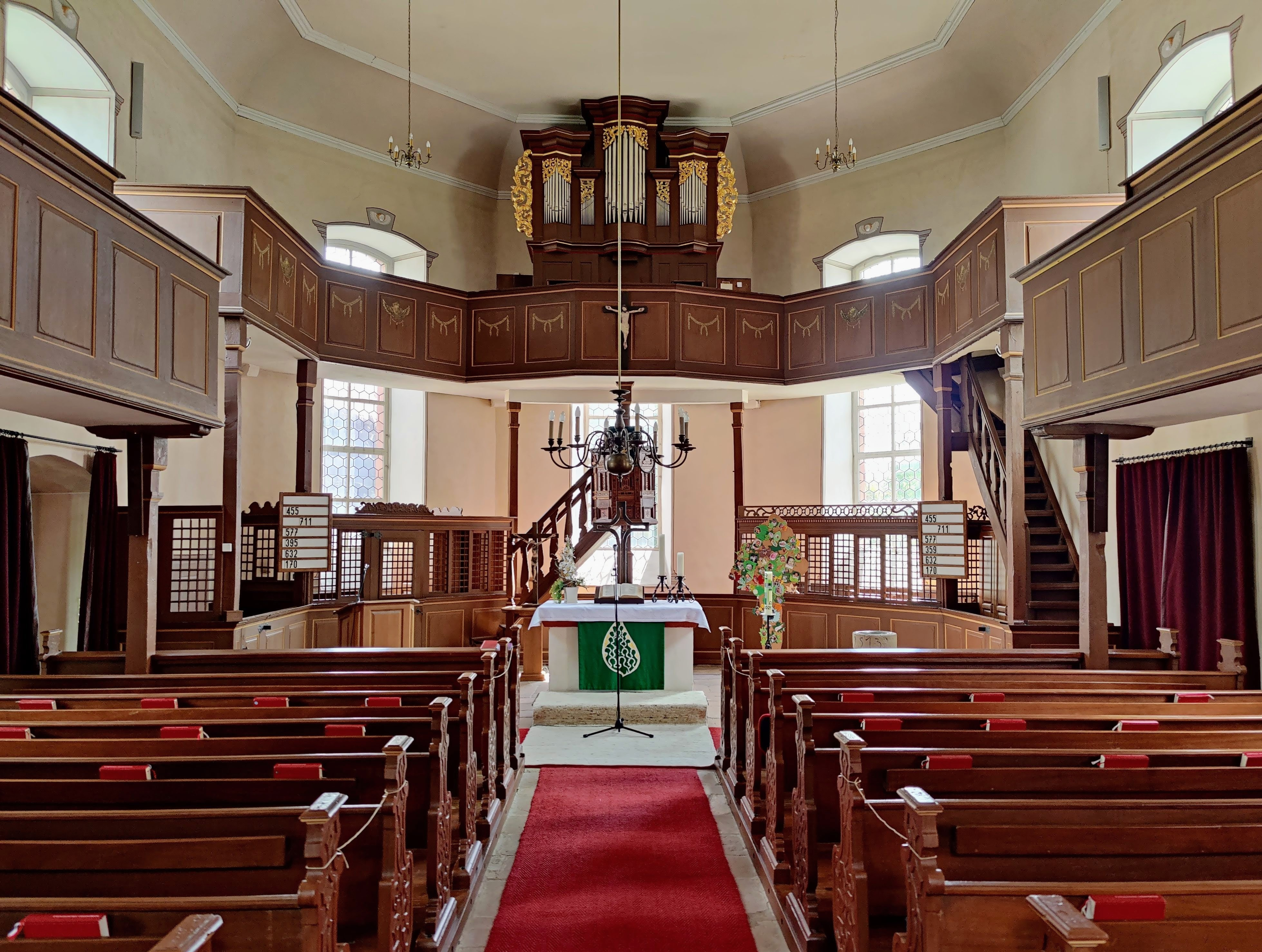
Innenraum (2021)

Die Saalkirche wurde 1753/54 nach einem Entwurf von Helfrich Müller und seinem Sohn Lorenz Friedrich Müller gebaut. Das Kirchenschiff hat einen dreiseitigen Abschluss im Osten und einen quadratischen, schiefergedeckten Dachturm im Westen, der einen achteckigen Aufsatz hat, auf dem eine glockenförmige Haube sitzt, die von einer Laterne bekrönt wird.
Die erste Orgel wurde von der Kirche in Kirtorf übernommen, die Johann Conrad Schmitt 1711 gebaut hatte. Sie wurde 1753 durch eine von Johann Andreas Heinemann gebaute Orgel mit 11 Registern auf einem Manual und Pedal ersetzt, die 1950 durch Förster & Nicolaus Orgelbau restauriert wurde. Aus der 1577 bezeugten Vorgängerkirche wurden eine 1513 von Hans Kortrog gegossene Glocke, der Taufstein von 1573 und die Kanzel von 1638 mit Intarsien und Schnitzereien übernommen.